# Yacyretá
Die Entidad Binacional Yacyretá (Binationale Körperschaft Yacyretá; von Guaraní: jasy retã ‚Land des Mondes‘) ist ein Staudamm und ein Wasserkraftwerk am Paraná, an der Grenze zwischen Paraguay und Argentinien. Die Entidad Binacional Yacyretá liegt bei der paraguayischen Stadt Ayolas 35 km westlich der argentinischen Stadt Posadas und 200 km östlich von Corrientes bei den Apipé-Wasserfällen. Der Damm dient auch der Hochwasserregulierung.

## Geschichte
Am 23. Januar 1953 schlossen die Regierungen von Argentinien und Paraguay ein Übereinkommen zur Durchführung von technischen Untersuchungen für die Erzeugung von elektrischer Energie aus dem Río Paraná nahe den Inseln Yacyretá und Apipé sowie zur Verbesserung der Schiffbarkeit des Flusses. Als durch die weltweite Ölkrise 1973 die Notwendigkeit alternativer Energieressourcen immer deutlicher wurde, unterzeichneten der Präsident von Paraguay General Alfredo Stroessner und die Vizepräsidentin von Argentinien Isabel Martínez de Perón am 3. Dezember 1973 im Palacio de López den Vertrag von Yacyretá. Die Bauarbeiten begannen zehn Jahre danach am 3. Dezember 1983. Am 2. September 1994 wurde die erste und am 2. Juli 1998 die 20. und letzte Turbine in Betrieb genommen. Die vollständige Höhe des Stausees von 83 m wurde 2011 erreicht.

## Der Staudamm
Der Staudamm wurde aus homogenem Erdmaterial aufgeschüttet und hat einen undurchlässigen Kern. Er ist 21,3 m bis maximal 24,1 m hoch, der Paraná wird damit auf eine Höhe von maximal 83 m ü. M. aufgestaut. Bis vor 2011 wurde der Damm nur mit einer Stauhöhe von 76 m betrieben. Das Gesamtvolumen des Dammes beträgt 65.923.800 m³, das des Hauptbauwerks (?) 3.400.000 m³. Auch seine Länge wird unterschiedlich angegeben. Sie liegt zwischen 64,7 und 66,5 Kilometer. Mit dieser enormen Länge ist der Staudamm einer der längsten der Welt. Durch den Anstieg des Wasserspiegels wurden in Paraguay 807 km² und in Argentinien 200 km² überflutet. Besonders davon betroffen war Encarnación, deren Altstadt komplett im Stausee verschwand, einschließlich der außerhalb des Stadtzentrums gelegenen Pilgerstätte Santuario de la Virgen de Itacuá.

## Umweltprobleme
Das binationale Wasserkraftwerk, das eines der größten der Welt ist, wurde von der Weltbank mitfinanziert und ist ökologisch umstritten. Anders als beim flussaufwärts gelegenen Kraftwerk Itaipú floss der Paraná in diesem Bereich nicht weitgehend in einem Tal, was auch durch die enorme Länge des Staudamms von 66,5 km deutlich wird. Das Wasser des durch verrottende Biomasse stark belasteten Stausees verunreinigt das Grundwasser der Umgebung. Um die Migration der bedeutenden Fischarten zu gewährleisten, wurden zwei Fischtransfersysteme eingebaut. Sie bestehen aus zwei „Aufzügen“, die an beiden Enden vor dem Staudamm errichtet wurden und Fische nach oben in den Stausee befördern.

## Stromerzeugung
Trotz der mit 1.600 km² im Vergleich zum weltweit produktivsten Wasserkraftwerk Itaipú (1.350 km²) deutlich größeren Fläche des Stausees erzeugen die zwanzig Turbinen mit einem Durchfluss von 700 (nach anderen Quellen 830) m³/s deutlich weniger Strom. Die installierte Leistung liegt unterschiedlichen Angaben zufolge bei 2.700–4.050 Megawatt (Itaipú: 14.000 Megawatt). Das Kraftwerk kann somit rund ein Viertel des argentinischen Verbrauchs abdecken. Der produzierte Strom von jährlich 18 bis 20 Mio. MWh (Itaipú: max. 103 Mio. MWh im Jahr 2016) geht vollständig nach Argentinien. Da Argentinien das Projekt vorfinanziert hat, zahlt Paraguay auf diese Weise seinen 50%igen Anteil an dem Projekt ab.
Im Jahr 2011 musste die Leistung des Kraftwerks auf 80 % der Maximalleistung begrenzt werden, da es zu Kavitationsschäden an den Turbinen gekommen war.
Die Schifffahrt umgeht den Staudamm durch eine Schleusenanlage.